# Milena Trendafilova
Milena Grigorova Trendafilova (in bulgaro Милена Григорова Трендафилова?; Varna, 3 maggio 1970) è un'ex sollevatrice bulgara pluricampionessa mondiale ed europea che ha gareggiato nelle categorie dei pesi medi (fino a 64 kg.), dei pesi massimi leggeri (fino a 67,5/70/69 kg.) e dei pesi medio-massimi (fino a 75 kg.).
Ha partecipato a due edizioni delle Olimpiadi.

## Carriera
Milena Trendafilova è una degli atleti più vincenti nella storia del sollevamento pesi della Bulgaria e, in assoluto, del sollevamento pesi femminile, avendo conquistato durante la sua lunga carriera 3 titoli mondiali e 9 titoli europei (di cui i primi 7 consecutivi) e realizzato numerosi record mondiali.
Nonostante ciò, pur vantando due partecipazioni olimpiche, non riuscì ad ottenere alcuna medaglia olimpica, anche in conseguenza del fatto che negli anni di maggior successo della bulgara, il sollevamento pesi femminile non era ancora una disciplina olimpica.
Cominciò da ragazzina a praticare l'atletica leggera, per poi dirottarsi nel sollevamento pesi.
Nel 1988, appena diciottenne, vinse la medaglia d'oro nella categoria dei pesi medio-massimi ai Campionati europei di Città di San Marino (alla loro prima edizione al femminile) con 200 kg. nel totale, e ai successivi Campionati mondiali di Giacarta vinse la medaglia d'argento con 205 kg. nel totale.
Seguiranno a questi due successi di Trendafilova, fino al 1999, altre tre medaglie d'oro, tre medaglie d'argento ed una medaglia di bronzo ai Campionati mondiali, e sette medaglie d'oro ai Campionati europei, tutte suddivise tra le categorie dei pesi medio-massimi e dei pesi massimi leggeri.
Durante questi anni fu trovata positiva ad un controllo antidoping ai Campionati mondiali di Varsavia 1996, dove terminò al 3º posto finale nella categoria fino a 64 kg., venendo pertanto tolta dalla classifica e privata della medaglia di bronzo e successivamente squalificata per due anni.
Nel 2000 Trendafilova vinse la medaglia d'oro nella categoria fino a 69 kg. ai Campionati europei di Sofia con 232,5 kg. nel totale, precedendo la connazionale Daniela Kerkelova (227,5 kg.) e la russa Irina Kasimova (222,5 kg.). Qualche mese dopo prese parte alle Olimpiadi di Sydney, concludendo la gara al 4º posto finale con 232,5 kg. nel totale, rimanendo distante di 7,5 kg. dal podio.
L'anno seguente fu medaglia d'argento ai Campionati europei di Trenčín con 215 kg. nel totale, battuta dall'ucraina Vanda Maslovs'ka (217,5 kg.).
Nel 2003 ottenne il suo ultimo podio internazionale, vincendo la medaglia d'argento ai Campionati europei di Loutraki con 237,5 kg. nel totale, alle spalle della russa Valentina Popova (245 kg.).
Partecipò, infine, alle Olimpiadi di Atene 2004, terminando al 6º posto finale con 237,5 kg. nel totale.